# Zipser Kammer

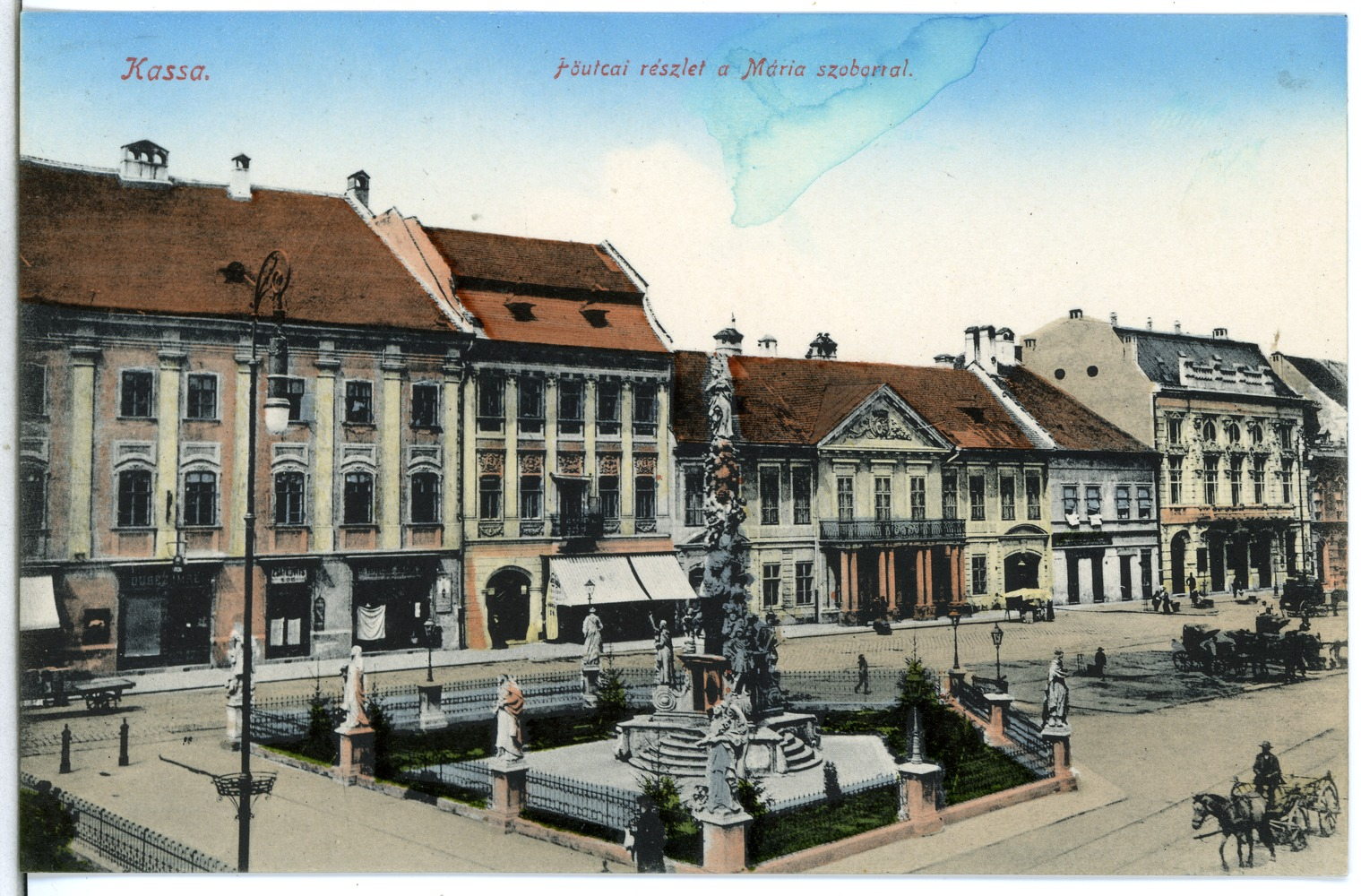
Ehemaliger Palast der Zipser Kammer (links) auf einer Postkarte 1912. Er wurde 1770 im Barockstil umgebaut.

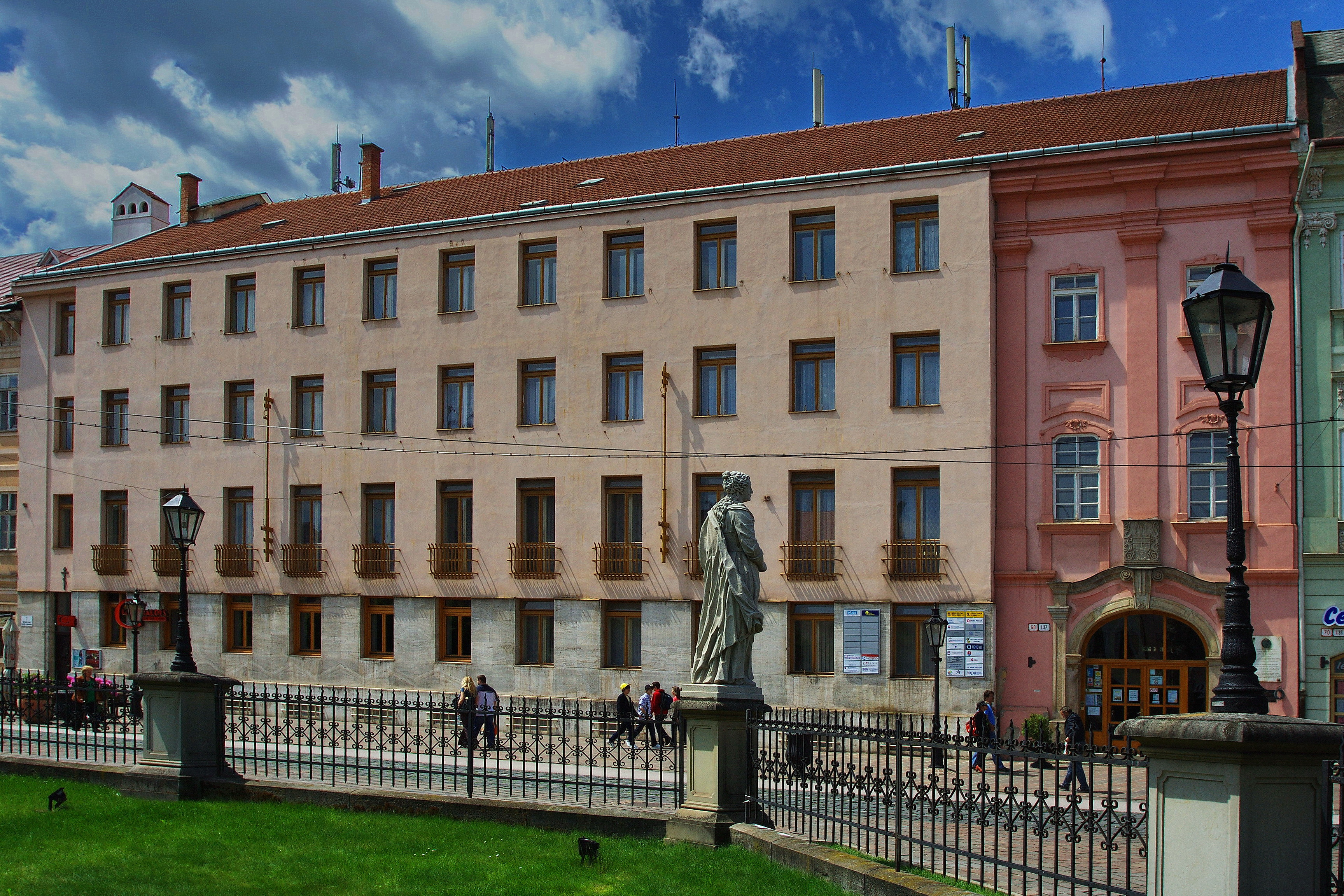
Erhaltener Rest des Palastes der Zipser Kammer (rechts) 2010 in Košice und Sitz der tschechoslowakischen Finanzdirektion von 1935 (links) auf dem Grundriss des übrigen Gebäudes

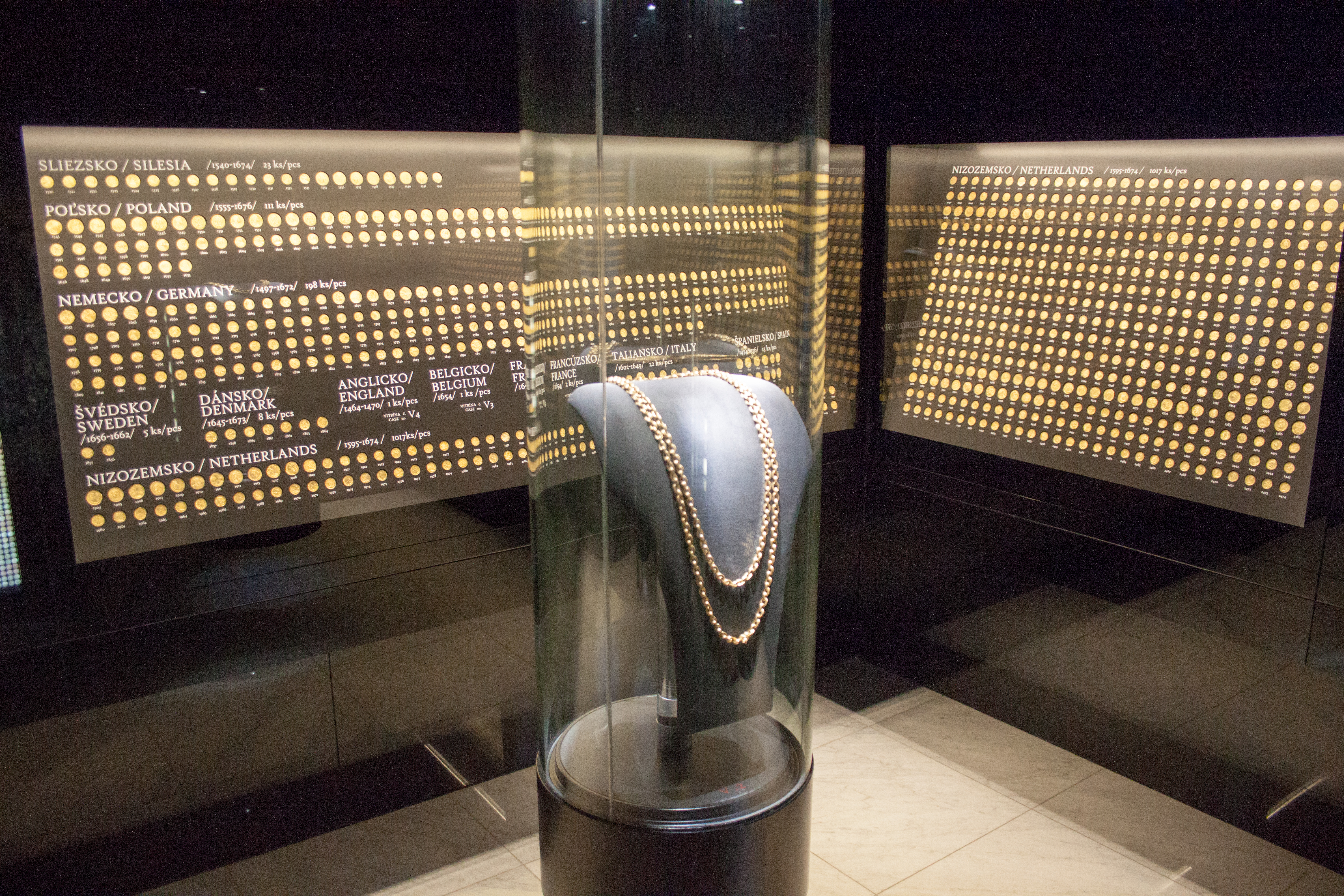
Teile des beim Abriss gefundenen Goldschatzes von Košice, Ausstellung im Ostslowakischen Museum Košice

Die Zipser Kammer (lateinisch Camera Scepusiensis, ungarisch Szepesi Kamara, slowakisch Spišská komora), seltener auch Kaschauer Kammer, 1557–1567 zeitweilig Administration oberungarischer Einkommen genannt, war eine königlich ungarische Finanzinstitution.
Sie legte von 1539 bis 1848 die königlichen Abgaben und Einkünfte ganz Oberungarns (etwa die heutige östliche Slowakei und darüber hinaus), darunter auch die der namensgebenden Zips (Komitat Zips), fest, rechnete die Einnahmen ab und leitete sie an die Wiener Hofkammer weiter.
Ihr Sitz war in den Anfangsjahren die Burg Scharosch, danach Prešov (dt. Eperies), ab 1567 saß sie dauerhaft in Košice (dt. Kaschau, ung. Kassa), wo sie in der zentralen Hlavná ulica 68 ihren Hauptsitz hatte. Das Gebäude wurde, mit Ausnahme des nördlichsten Traktes, 1935 abgerissen und durch ein modernes Gebäude der regionalen tschechoslowakischen Finanzdirektion ersetzt. Dabei wurde in den Fundamenten der zwischen 1680 und 1682 vor den aufständischen Kuruzen unter Emmerich Thököly versteckte Goldschatz von Košice entdeckt, der wahrscheinlich aus dem Vermögen eines geflüchteten hohen Kammerbeamten bestand.

## Aufgaben
In spätmittelalterlich–frühneuzeitlichen Ständestaaten gehörten Steuern nicht zur regulären Einnahmequelle der Herrscherhöfe und ihrer Kammern oder Kämmerer. Steuern wurden üblicherweise im Kriegsfall, besonders im Verteidigungsfall, von Ständeversammlungen zeitweilig bewilligt und selbst eingetrieben. So war es auch im Königreich Ungarn, in dem der von hochadligen Magnaten gegenüber dem niederen Adel und Städten dominierte Ungarische Landtag in den langanhaltenden Türkenkriegen und den Kriegen zwischen dem osmanischen Vasallenstaat Fürstentum Siebenbürgen und dem Königlichen Ungarn der Habsburger zwar oft hohe Steuern beschloss, aber auch selbst eintrieb.
Einnahmequellen des Hofes waren direkte Abgaben königsunmittelbarer Personengruppen (Stände), Städte, Territorien und Berufsgruppen, die durch Privilegien und Regalien zu Abgaben an den König verpflichtet waren, oft mit Abgabenfreiheit an den Adel verbunden, was im 15. und 16. Jahrhundert aber bei einigen Dörfern und Städten umgangen wurde. Dazu kamen in geringerem Maße die Einnahmen königlicher Kammergüter und Handelszölle, die aber häufig verpfändet waren. In Oberungarn waren die wichtigsten abgabepflichtigen Gruppen: 1. die Zipser Sachsen, die nach dem Zipser Freibrief 1271 jährlich am Martinstag den „Martinszins“ (lat. terragium) an den König entrichteten, 2. die oberungarischen königlichen Freistädte, die für ihren Privilegien zu Abgaben an den Hof verpflichtet waren, die meisten waren im Städtebund der Pentapolitana als Interessenvertretung organisiert, 3. die oberungarischen Bergstädte in der südöstlichen Zips und im südlich benachbarten Bodvatal (Ungarisches (Slowakisches) Erzgebirge), die nach dem königlichen Bergregal auf Edelmetalle und Salz den Bergzehnt und einige weitere Abgaben (darunter den Münzzins der Münzprägestätten) zu entrichten hatten, 4. die seit dem 15. Jahrhundert als Berghirten angesiedelten „Walachen“ (in Nordost-Ungarn meistens Russinen, später auch Goralen), die ebenfalls jährlich im Juli eine Abgabe an den König entrichteten, 5. der Stuhl der zehn Lanzenträger in der südlichen Zips, dessen königsunmittelbarer Kleinadel („Lanzenadel“) zu Abgaben verpflichtet war. Die Aufgabe der Zipser Kammer war, Personenzahl und Einkommen der abgabepflichtigen Stände und Städte zu schätzen, die jährlichen Abgaben festzulegen (gegen die es Möglichkeiten rechtlicher Einsprüche gab) und sie an den Hof zu leiten. Weil fast alle abgabepflichtigen Gruppen, mit Ausnahme der meisten „Walachen“, in der Zips, dem westlichen, reichsten Komitat Oberungarns und in der nahen Umgebung lebten, etablierte sich die Bezeichnung „Zipser Kammer“ für die Kammer Oberungarns. Weitere Aufgaben der Kammer war die Verwaltung der Kammergüter und der königlichen Zollstationen.
Im Gegenzug hatte die Zipser Kammer ohne Überweisung nach Pressburg (Hauptstadt des königlichen Ungarn im 16./17. Jahrhundert) oder Wien und ohne zentrale Mittelbewilligungen der Herrscherhöfe die militärische Infrastruktur im sehr umkämpften Oberungarn zu finanzieren. Dazu gehörten die Besoldung und Verpflegung der habsburgischen Truppen im Land, der Bau und die Instandhaltung der zahlreichen Festungen und Burgen und der Ausbau und die Wartung der militärisch genutzten Straßen.
Die Steuerhoheit änderte sich grundlegend im Zeitalter des Absolutismus, der die ständische Mitbestimmung beseitigte, eingeführt im Habsburgerreich ab Leopold I., in Ungarn aber vorwiegend nach den Kuruzenaufständen mit Joseph I., Karl VI., Maria Theresia und Joseph II. ca. 1680/1720–90, wenn auch in Ungarn der Landtag nie vollständig ausgeschaltet wurde. Steuern wurden nun von den absolutistischen Herrschern dauerhaft (neben den oben erwähnten Einnahmen) eingeführt. Die Einführung ständiger Steuern war auch notwendig, weil viele Staaten Europas nicht mehr ein Heer im Kriegs- und Verteidigungsfall, sondern ein stehendes Heer zu versorgen hatten. Die Steuererhebung wurde durch die Lehre des Merkantilismus (hier auch als Kameralismus) langfristiger Wirtschafts- und Wohlstandsförderung möglichst limitiert, was allerdings in Kriegsfällen oft nicht eingehalten wurde. Zu den neuen Steuern zählten jetzt individuelle Kopfsteuern, vorwiegend für die städtebürgerliche und freie bäuerliche (nicht leibeigene) Bevölkerung und indirekte Steuern, also Markt-, Handels- und Verbrauchssteuern. Damit stiegen die Einnahmen der Zipser Kammer (wie aller absolutistischen Kammern) sprunghaft.
Aber auch ihre Aufgaben nahmen deutlich zu. Dazu gehörte die Erstellung von Steuerregistern, wofür die Zahl der steuerpflichtigen Familien und ihr Einkommen erfasst und geschätzt wurden. Weiter kamen zu den oben aufgezählten Ausgaben auch der Abbau von Zöllen innerhalb des Landes, ein deutlich zunehmender Bedarf der Finanzierung befestigter Straßen und anderer Infrastruktur (z. B. neu eingeführter Polizeibehörden), die Förderung von Märkten und (oft staatlichen) Manufakturen und Bergbau-Unternehmen, auch schon die Finanzierung des (in der Region noch eher bescheiden entstehenden) staatlichen Schulwesens. Damit wuchs die Zipser Kammer zu einer sehr großen staatlichen Behörde, deren Zuständigkeit und Organisation durch die absolutistische Kameralwissenschaft genauer abgegrenzt und definiert wurden, verbunden mit der neu eingeführten Buchhaltungsmethode der Kameralistik und der Wirtschaftsförderungspolitik des Kameralismus (alle Begriffe leiten sich von „Kammer“, lat. camera ab). Der Zipser Kammer unterstanden als Unterbehörden die Zipser Bergkammer, die Zipser Münzkammer und die Zipser Salzkammer für den Bergbau, der die Zips prägte, aber auch in einigen anderen oberungarischen Komitaten eingeführt wurde. Dazu kam im 18. Jahrhundert eine Forstkammer als Unterbehörde. Nach den Türkenkriegen und der Wiedervereinigung Ungarns unter Herrschaft der Habsburger war die Zipser Kammer etwa 1720–1848 auch weiterhin für die königlichen Einkünfte, Steuern, Wirtschafts- und Finanzverwaltungen der oberungarischen Komitate Zips, Scharosch, Abaujwar, Tornau, Gemer und Kleinhont, Semplin, Ung, Borschod, Samboltsch, Sathmar, Berg, Ugotsch und Hewesch verantwortlich. Das entsprach fast einem Fünftel der Fläche des Königreichs Ungarn ohne die autonomen, zeitweilig ausgegliederten Teile Kroatien-Slawonien und Siebenbürgen. Trotzdem trug sie bis zu ihrer Auflösung 1848 die traditionelle Bezeichnung „Zipser Kammer“.

## Geschichte
Die mittelalterliche Vorgängerin der Zipser Kammer war die Königliche Kammer zu Kaschau, die seit 1297 nachweisbar ist und im 1671 abgerissenen Königshaus Kaschau ihren Sitz hatte. Sie war eine von vier königlichen Kammern im Königreich Ungarn des 14. und 15. Jahrhunderts und für die Abgaben, Zölle und Einnahmen des östlichen Ungarn, östlich (links) der Theiß und des nordöstlichen Ungarn (Oberungarn) zuständig, wozu neben den Abgaben der oben erwähnten Gruppen in Oberungarn auch die Bergbauabgaben im Siebenbürgischen Erzgebirge und in der Maramuresch sowie die Abgaben der südlicheren „Walachen“ (sprachlich-ethnisch rumänische Berghirten der Ost- und Südkarpaten) gehörten. Neben der Kammer in Kaschau existierte eine weitere königliche Kammer in Buda für die ungarischen Tieflandgebiete westlich (rechts) von Donau und Theiß, eine Kammer in Pressburg/Preßburg (Bratislava, damals ungarisch Pozsony, slowakisch Prešporok) für die heutige westliche und mittlere Slowakei (damals nördliches Niederungarn, einschließlich der niederungarischen Bergstädte) und die Kammer in Zagreb (dt. veraltet: Agram) für das in Realunion verbundene Königreich Kroatien und Slawonien. Siebenbürgen als Verbund der drei ständischen Nationen (Unio Trium Nationum) der Siebenbürger Sachsen auf dem Königsboden, der Szekler im Szeklerland und der ungarischen Adligen auf dem Komitatsboden hatte eine eigene ständische Finanzverwaltung.
Im Mittelalter waren Kammern noch keine institutionalisierten Ämter, sondern ein Kammergraf wurde mit dem Posten auf Lebenszeit belehnt und erledigte die Aufgaben mit eigenen Mitarbeitern. Beispielsweise erhielt der erste überlieferte Kammergraf von Kaschau, Hanuš, von König Andreas III. die Wälder zwischen Košice und Gelnica. Schon im Spätmittelalter waren die Kammergrafen, deren Arbeit viel Verwaltung und gutes Einkommen, aber kein dauerhaftes Prestige der Familie bedeutete, zunehmend keine hochadligen Magnaten mehr, sondern universitär ausgebildete Angehörige des niederen Adels oder des Städtebürgertums. Schon im Spätmittelalter unterstanden den königlichen Kammern von Kaschau und Pressburg auch jeweils eine Bergkammer und eine Salzkammer unter jeweiligen Berg- und Salzgrafen. Alle vier regionalen Kammern unterstanden dem königlichen Schatzmeister (Thesaurarius).
Die regionale Kammerverwaltung änderte sich grundlegend mit dem Ungarischen Bürgerkrieg 1526–33 zwischen den gewählten Königen Johann Zápolya und Ferdinand I. von Habsburg, in den das Osmanische Reich intervenierte, was zur Dreiteilung Ungarns in Osmanisch-Ungarn, das königliche Ungarn der Habsburger und das pro-osmanische Wahlfürstentum Siebenbürgen führte. Damals gehörte Kaschau zum Herrschaftsbereich Johann Zápolyas, der mehrere Jahre im Königshaus von Kaschau residierte, wo ihm die Königliche Kammer von Kaschau unterstand. Nach seinem Rückzug nach Siebenbürgen nahm er sie mit, wo sie sich zur fürstlichen Kammer Siebenbürgens besonders für das Partium (Teile der ungarischen Komitate nördlich und westlich des Kernlandes Siebenbürgens der drei Nationen, die ebenfalls in siebenbürgisches Herrschaftsgebiet fielen) entwickelte.

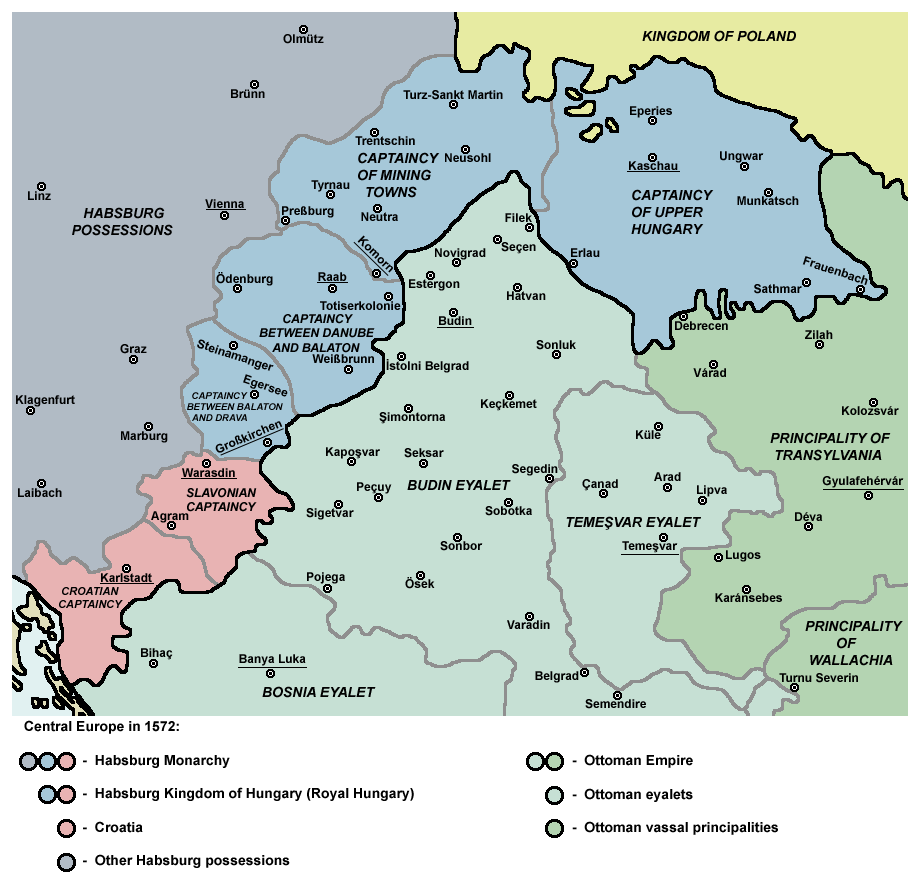
Für die königlichen Einkünfte des königlichen Ungarns (blau und rot) war die Ungarische Kammer in Pressburg verantwortlich, für Oberungarn (im Osten) dagegen die Zipser Kammer

Der größte Teil Oberungarns, darunter die Zips, war dagegen Ferdinand loyal und wurde von habsburgischen Truppen gehalten. In dieser Situation beauftragte Ferdinand 1539 den aus Patschkau in Schlesien gebürtigen und an den Universitäten Wittenberg und Krakau ausgebildeten Humanisten, Montan- und Heilwasser-Gelehrten (Begründer des Bäderheilwesens in Oberungarn, der als Fachautor auch gemeinsam mit Siegmund von Herberstein veröffentlichte), Georg Wern(h)er (1490–1556, lat.: Georgius Wernherius/Vernherius, ung.: Wern(h)er György, slowak. Juraj Wern(h)er), welcher sich für Ferdinand schon als Jurist, Güterverwalter, Bergbeamter, als Hauptmann der Burg Scharosch und Statthalter des Komitats Scharosch bewährt hatte, mit den Kammeraufgaben im habsburgisch gehaltenen Teil Ostungarns. Mit dieser Ernennung entstand die Zipser Kammer für die habsburgische Region Oberungarn. Wernher residierte anfangs auf der Burg Scharosch, ab 1555 in Prešov (ung.: Eperjes, dt. Eperies), 1567 zog die Zipser Kammer endgültig nach Kaschau. Der frühabsolutistische Ausbau zu einem besoldeten königlichen Amt begann schrittweise, als der Kammer 1554 ein erster Finanzbeamter, 1557 ein weiterer, ein Schreiber und ein Schatzmeister zugesprochen wurde. Aufgrund der entlegenen Lage Oberungarns im königlichen Ungarn der Habsburger agierte die Zipser Kammer schon seit den 1550er/60er Jahren faktisch unabhängig von der Ungarischen Kammer, die für die übrigen Teile des königlichen Ungarns bis zum Komitat Liptau im Osten zuständig war, mit Sitz in dessen Hauptstadt Pressburg, zuletzt im Palais der Ungarischen Königlichen Kammer. Sie fiel unter die Kontrolle des Oberungarischen Landeshauptmanns und wie alle Landeskammern (bereits seit Maximilian I.) unterstand sie der Hofkammer der Habsburger, die als Wiener Hofkammer bezeichnet wird. Mit der Festlegung der Zuständigkeiten 1567 durch Maximilian II. und der Verlegung nach Kaschau wurde der erste eingesetzte Kammerpräsident (nicht mehr belehnte Kammergraf) der vor der osmanischen Expansion geflüchtete Bischof von Csanád. Mit der oben beschriebenen sprunghaften Zunahme der Steuereinnahmen, aber auch der merkantilistischen Aufgaben der Wirtschaftspolitik entwickelte sich die Zipser Kammer erst in der Zeit des eigentlichen Absolutismus seit Ende des 17. Jahrhunderts, besonders nach 1711 zu einer sehr großen staatlichen Behörde.
Bereits seit Ferdinand I. wurde in Niederungarn im Bergbau (der größten staatlichen Einnahmequelle) schrittweise das Direktionsprinzip eingeführt, nach dem Vorbild des Kurfürstentums Sachsen, dort endgültig durchgesetzt und festgelegt mit der Annaberger Bergordnung 1503, nach dem die Lenkung, Planung, Dokumentation, Überwachung und Förderung des Bergbaus allein staatlichen Beamten der Bergkammer (unter einem Vorsteher, der hier noch „Kammergraf“, nicht Berggraf genannt wurde), der Münzkammer und der Salzkammer Niederungarns oblagen. Private Unternehmer („Gewerke“), meistens Kaufleute, die in ertragsarmen Zeiten („Zubuße“) schnell ausstiegen, hatten im staatlich-absolutistischen Direktionsprinzip nur noch die Rolle passiver Investoren mit langfristigen Gewinnmöglichkeiten ohne viel Mitbestimmungsrechte. Das niederungarische Direktionsprinzip wurde unter Maximilian II. mit der 1573 erlassenen „Maximilianischen Bergordnung“ rechtlich festgelegt und bis in die erste Hälfte des 17. Jahrhunderts allmählich durchgesetzt. Dazu gehörte, dass das königliche Bergregal auf Gold, Silber, Edelsteine und Salz, in dem der Bergzehnt (in Ungarn mit der „grundherrlichen Bergfreiheit“, bei dem Grundherren Abgaben zustanden, „Urbur“ genannt) zu entrichten war, auch auf Kupfer ausgedehnt wurde, bei dem 1/17 der Erträge zu entrichten waren, auch der Eisenbergbau wurde reguliert. Dazu kam der traditionelle Münzzins. Wichtige Einnahmequelle war aber die „Einlösung“ aller Metallerträge bei den staatlichen Ämtern, bei denen nicht nur die Abgaben abgezogen wurden, sondern durch staatliche Preispolitik auch die Metallpreise festgelegt wurden, wodurch Differenzen zwischen Marktpreis und Staatspreis entstanden, die die Bergkammer einzog. Bezeichnenderweise unterstanden seit Ferdinand I. und Maximilian II. die niederungarische Bergkammer, Münzkammer und Salzkammer nicht der Ungarischen Kammer, sondern der Niederösterreichischen Kammer in Wien, die sich auch als Kontrollinstanz der Zipser Kammer in Konkurrenz zur Hofkammer profilierte, mit der sie aber 1635 zusammengelegt wurde. Das zeigt das Bestreben der Habsburger, regionale Machtzentren in der Verwaltung zu verhindern.

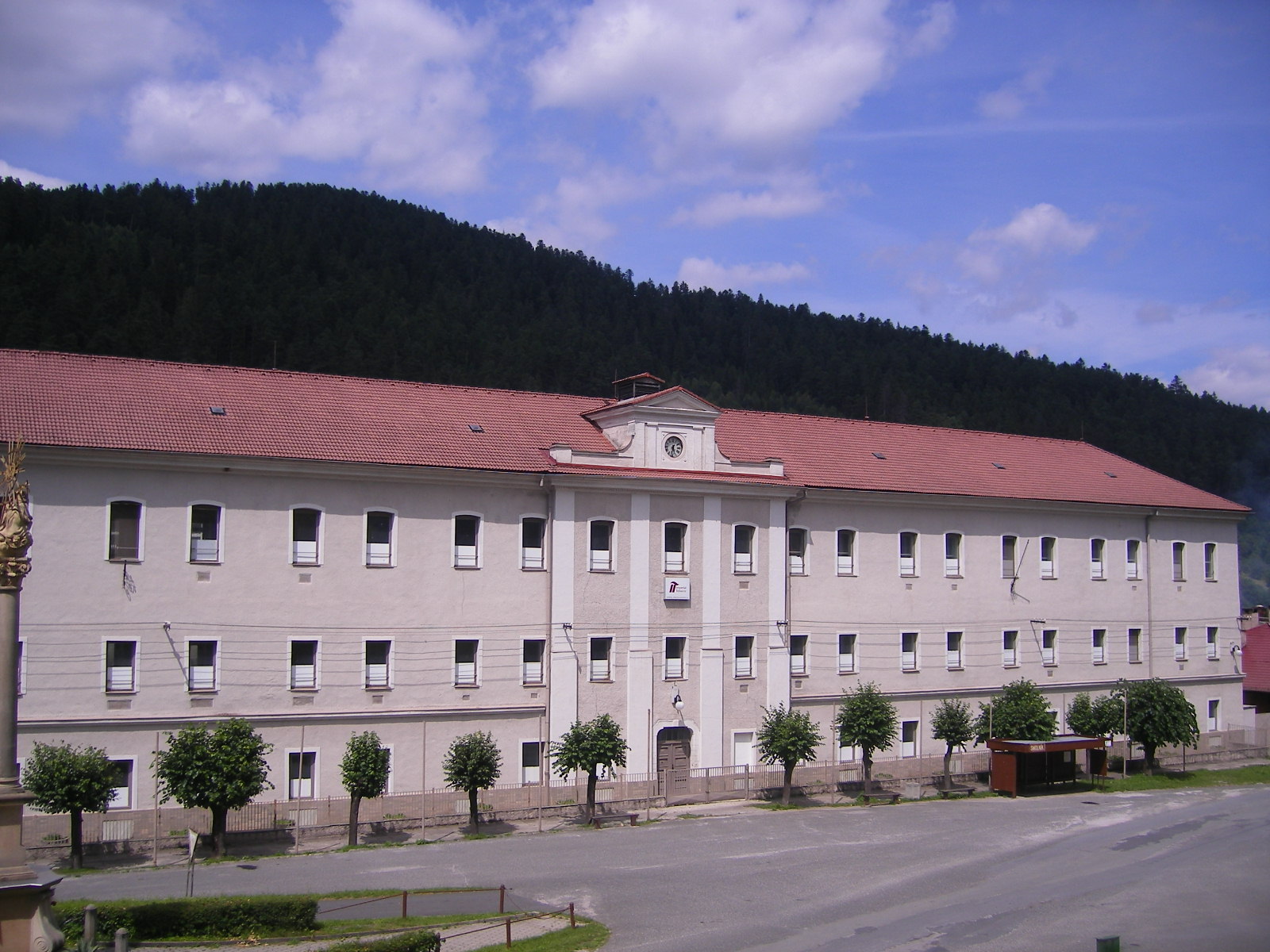
Der Kammerhof in Schmöllnitz (Smolník) war im 18. Jahrhundert Sitz der Zipser Bergdirektion, im 19. Jahrhundert der Berginspektion gemeinsam mit der Zipser Bergkammer (vorher zeitweilig in Kaschau oder Göllnitz/Gelnica) und dem obersten Zipser Berggericht (vorher meist in Göllnitz). Nach Niedergang der Bergstadt Schmöllnitz, in der nur noch Pyrit-Abbau zur Gewinnung von Schwefelsäure und Siderit-Abbau möglich blieb, zogen Inspektion und Gericht nach Zipser Neuendorf. Das Gebäude diente 1872–2009 als Zigarrenfabrik.

Zur selben Zeit blieb in den oberungarischen Revieren noch lange die traditionelle Selbstbestimmung der Bergstädte und Bergwerke vom Staat erhalten. Die oberungarische Bergkammer, Salzkammer, Münzkammer und seit dem 18. Jahrhundert auch die Forstkammer, die alle der Zipser Kammer unterstanden, beschränkten sich noch auf die Eintreibung des Bergzehnts auf Gold, Silber, Salz und des Münzzinses ohne staatliche Preispolitik, ohne Einmischung im Kupfer- und Eisenbergbau und ohne staatliche Direktion des gesamten Bergbaus. Erst seit den 1670er Jahren und – unterbrochen von den Kuruzenaufständen – ab 1711 bis in die Mitte des 18. Jahrhunderts wurde das staatliche Direktionsprinzip auch in Oberungarn, im Bergbaurevier der Unterzips und benachbarter Grenzregionen der Komitate Gemer und Abaujwar (Dobšiná und das Bodvatal nordwestlich von Kaschau) schrittweise eingeführt. Es ließ sich aber – besonders die Metalleinlösung von Kupfer und Eisen – nie vollständig überwachen, weil ein kleiner Teil der Zipser Bergreviere um Zipser Neudorf bis 1772 an Polen verpfändet war, was Möglichkeiten der Umgehung bot. Im Laufe des 19. Jahrhunderts wurde wie überall in Europa das Direktionsprinzip im Bergbau durch das Inspektionsprinzip ersetzt, in dem private kapitalistische Bergbau-Unternehmer die Branche wieder bestimmten und die Bergämter sich nur auf die Überwachung der Sicherheit gegen Steuern beschränken.
In der Revolution 1848/49 wurde die Erbuntertänigkeit und Leibeigenschaft großer Teile der Landbevölkerung (nach erstem Abschaffungsversuch von Joseph II.) und auch die Steuerbefreiung des Adels und der Geistlichkeit (erster Abschaffungsversuch unter Maria Theresia) nunmehr endgültig abgeschafft und damit eine allgemeine Besteuerung aller Bevölkerungsschichten eingeführt. Nach dieser Ausweitung der Besteuerung brauchte die Wiener Zentralmacht eine engmaschigere Steuer- und Finanzverwaltung und ersetzte das inzwischen veraltete Kammersystem und damit auch die Zipser Kammer durch das Österreichische Finanzministerium, dem Finanzdirektionen in allen administrativen Gebietseinheiten, in Ungarn in den Komitaten, unterstanden. Nach dem Österreichisch-Ungarischen Ausgleich 1867 stand das Ungarische Finanzministerium in Budapest den Finanzdirektionen der Komitate vor.